# Shaker

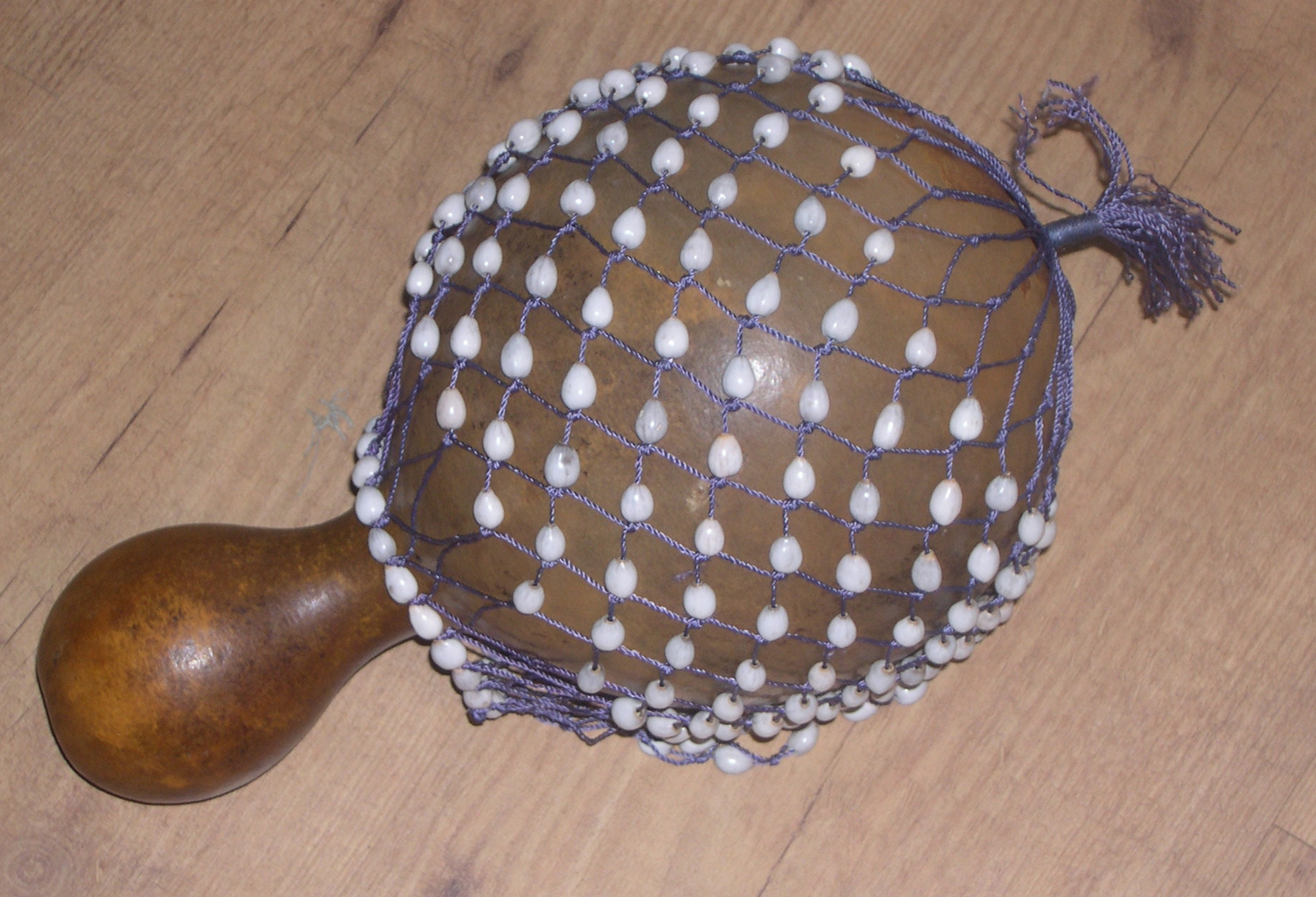
Shekere, un tipus de shaker

La paraula shaker descriu un gran nombre d'instruments musicals de percussió usats per a crear ritmes musicals. Ve del verb en idioma anglès "shake" que es tradueix com "sacsar" o "agitar".
Són dits d'eixa manera degut al fet que el mètode majorment utilitzat per a crear el so és moure'ls o agitar-los cap avant i arrere en comptes de colpejar-los. De tota manera alguns poden colpejar-se de vegades per a crear accents en els ritmes.

## Tipus de shaker
Un shaker es compon d'un contenidor, parcialment ple de menuts objectes com poden ésser grans o llavors que creen sons quan xoquen entre ells, amb l'interior del contenidor o amb altres objectes fixos dins d'aquest - per exemple en un pal de pluja o en un caxixi. També poden contenir parts mòbils que xoquen unes amb unes altres quan s'agiten - per exemple una pandereta o un shekere.